# Tafelmühle
Tafelmühle ist ein Ortsteil des Marktes Titting im oberbayerischen Landkreis Eichstätt  in Bayern. 
Die Einöde liegt im Anlautertal, etwa einen Kilometer nordwestlich von Titting. Nördlich fließt die Anlauter vorbei, der Mühlbach, ein Nebenarm, durchfließt die Mühle. Größere Städte in der Umgebung sind Eichstätt in 12 Kilometer und Weißenburg in 16 Kilometer Entfernung.
Die Mühle ist 1347 erstmals urkundlich erwähnt. Sie hieß früher Täffer-, Taffermühle oder auch Tauffermühl. Ab 1544 war sie bischöfliches Lehen. 1832 taucht die Bezeichnung „Tafelmühl“ auf. Der Mahlbetrieb ist mittlerweile eingestellt. 1958 wurde die Brücke über die Anlauter erstellt.
Der frühere Ortsteil von Kesselberg wurde am 1. Juli 1971 im Zuge der Gemeindegebietsreform zusammen mit seinem Hauptort nach Titting eingegliedert.
Das Wohnhaus ist in die Bayerische Denkmalliste eingetragen (siehe Liste der Baudenkmäler in Titting).
Über eine Gemeindestraße ist Tafelmühle mit der von Titting nach Bürg führenden Kreisstraße EI 41 verbunden.